# Катастрофа ATR 72 под Сан-Паулу
Катастрофа ATR 72 под Сан-Паулу — крупная авиационная катастрофа, произошедшая в пятницу 9 августа 2024 года. Авиалайнер ATR 72-212A бразильской авиакомпании Voepass Linhas Aéreas совершал внутренний рейс PTB2283 по маршруту Каскавел—Сан-Паулу, когда через 1 час и 26 минут после взлёта, находясь на высоте около 5200 метров, свалился в плоский штопор и столкнулся с землей в муниципалитете Виньеду в 76 километрах от аэропорта Сан-Паулу. Погибли все находившиеся на его борту 62 человека — 58 пассажиров и 4 члена экипажа.
Эта первая авиакатастрофа пассажирского самолёта со смертями в Бразилии после катастрофы Let L-410 в Ресифи в 2011 году и первая авиакатастрофа со смертями для авиакомпании Voepass Linhas Aéreas с момента её основания в 1995 году. Также это самая крупная авиакатастрофа в Бразилии (по количеству погибших) с 2007 года, когда произошла катастрофа A320 в Сан-Паулу.

## Самолёт
ATR 72-212A (регистрационный номер PS-VPB, серийный 908) был выпущен в 2010 году (первый полёт совершил 22 апреля). Оснащён двумя турбовинтовыми двигателями Pratt & Whitney Canada PW100.
Эксплуатировался авиакомпаниями Belle Air (с 28 июня 2010 года по 6 декабря 2013 года, сменил в ней три бортовых номера — F-ORAB, I-LZAN и F-ORAI) и Pelita Air (с 29 декабря 2014 года по 10 июня 2022 года, борт PK-PAV, имя Dumai).
28 августа 2022 года был куплен авиакомпанией Voepass Linhas Aéreas, в которой получил б/н PS-VPB и имя Maritaca. На день катастрофы совершил 9593 цикла «взлёт-посадка» и налетал 17 359 часов.

## Экипаж и пассажиры
- Командир воздушного судна (КВС) — 35-летний Данилу Сантос Роману (порт. Danilo Santos Romano)[12].
- Второй пилот — 61-летний Умберту де Кампос Аленкар э Силва (порт. Humberto de Campos Alencar e Silva).

В салоне самолёта работали две бортпроводницы:
- Рубия Силва де Лима (порт. Rubia Silva de Lima), 41 год[12][13].
- Дебора Сопер Авила (порт. Debora Soper Avila), 28 лет[14].

Все 62 человека на борту (58 пассажиров и 4 члена экипажа) были бразильцами. Одна из пассажиров, Грасинда Марина Кастелу да Силва (порт. Gracinda Marina Castelo da Silva), также имела гражданство Португалии. Не менее 10 человек не успели сесть в самолёт, так как ждали рейс не у того выхода в аэропорту Каскавел.

## Катастрофа
Рейс PTB2283 летел из Каскавела (штат Парана) в Сан-Паулу. Лайнер исчез с радаров в 13:22 по местному времени и, по словам пожарных, упал на землю на территории муниципалитета Виньеду (штат Сан-Паулу) в 76 километрах от столицы штата.
В районе катастрофы действовало сообщение SIGMET, предупреждающее об опасности сильного атмосферного обледенения между эшелонами FL120 (3650 метров) и FL210 (6400 метров). Согласно предварительным данным, скорость снижения самолёта достигла 13 000 ф/мин (около 238 км/ч). По сообщению ВВС Бразилии, пилоты не объявляли аварийной ситуации.
Лайнер упал на территории охраняемого жилого комплекса в районе Капела, сообщений о погибших и раненых на земле не поступало. В результате падения было повреждено несколько домов. В социальных сетях широко распространялись видеоролики, снятые за несколько секунд до падения самолёта, в которых видно[кому?], что лайнер находился в левом плоском штопоре, вращаясь с угловой скоростью около 45°/с .
Бразильский новостной телеканал «GloboNews» прервал трансляцию Олимпиады в Париже, чтобы транслировать события из района катастрофы, показав большое количество огня и дыма на месте падения самолета.
Все 62 человека на борту лайнера (58 пассажиров и 4 члена экипажа) погибли. Первоначально сообщалось, что на борту был 61 человек, но утром 10 августа авиакомпания подтвердила смерть ещё одного пассажира, Константину Те Мая (порт. Constantino Thé Maia), который не был учтён из-за технической ошибки при подтверждении регистрации и посадки. Большая часть тел на месте катастрофы обгорели, из-за чего опознание было затруднено. Очевидец заявил о том, что 3 человека вылетели из самолёта и упали на заднем дворе.

## Реакция
Президент Бразилии Луис Инасиу Лула да Силва, находившийся в момент катастрофы на юге страны, объявил минуту молчания в память о тех, кто находился на борту разбившегося самолёта. Позднее в тот же день он объявил о трёхдневном национальном трауре.

## Расследование
Расследование причин катастрофы рейса PTB2283 проводит бразильский Центр расследования и предотвращения авиационных происшествий (CENIPA).
Глава CENIPA Марселу Морену заявил в день катастрофы, что оба бортовых самописца — параметрический и речевой — были найдены и находятся в их распоряжении. Тела погибших были перевезены в Институт судебной медицины в Кампинасе для судебных разбирательств.
Авиационные эксперты предположили, что причиной катастрофы могло стать атмосферное обледенение, однако отметили, что делать выводы рано.